# AMA Superbike Championship
L'AMA Superbike Championship ou AMA Superbike est la principale compétition de Superbike aux États-Unis. Il fait partie de la série AMA Pro Racing et est géré par l'American Motorcyclist Association (AMA). La promotion de la série a été confiée à plusieurs organisations au fil des ans. Depuis 2015, la série est dirigée et promue par MotoAmerica (en), qui gère également plusieurs autres championnats professionnels de course sur route de l’AMA, y compris la classe 600cc Supersport.
L'AMA Superbike Championship a été créé en 1976 pour fournir aux pilotes professionnels un championnat et des équipes et un moyen pour les constructeurs de présenter les performances sportives de leurs modèles. La catégorie permet plus de modifications des moteurs que la plupart des championnats de Superbike. Les racines de l'AMA Superbike auraient commencé lorsque l'AMA a organisé pour la première fois une course sur route aux États-Unis en 1934. 
Parmi les recordmans de titres, on retrouve Doug Chandler, Scott Russell, Miguel Duhamel et Mat Mladin, ce dernier détient le record absolu avec sept championnats remportés. Cinq non-Américains ont remporté le titre - l'Anglais Reg Pridmore, les Australiens Mat Mladin et Troy Corser, le Canadien Miguel Duhamel et l'Espagnol Toni Elías. 
Le cinq constructeurs qui participent à l'AMA Superbike sont : Suzuki, Honda, Ducati, Buell et Yamaha.

## Les circuits
- Barber Motorsports Park
- Brainerd International Raceway
- Daytona International Speedway
- California Speedway
- Infineon Raceway
- Mazda Raceway Laguna Seca
- Mid-Ohio Sports Car Course
- Pikes Peak International Raceway
- Road America
- Road Atlanta
- Virginia International Raceway
- Miller Motorsports Park

## Palmarès
| AMA Superbike Championship |
| Saison en cours |
| --- |
| Championnat MotoAmerica de Superbike 2023 (en) |
| Listes |
| Pilotes (Champions) Vainqueurs de courses Circuits |
| Articles relatifs |
| AMA Supersport Championship (en) Superbike Championnat du monde de Superbike Championnat du monde de Supersport British Superbike Championship Championnat de France Championnat du monde MotoGP |

| Année | Pilote         | Moto     | Champion constructeur | Rookie de l'année |
| ----- | -------------- | -------- | --------------------- | ----------------- |
| 1976  | Reg Pridmore   | BMW      |                       |                   |
| 1977  | Reg Pridmore   | Kawasaki |                       |                   |
| 1978  | Reg Pridmore   | Kawasaki |                       |                   |
| 1979  | Wes Cooley     | Suzuki   |                       |                   |
| 1980  | Wes Cooley     | Suzuki   |                       |                   |
| 1981  | Eddie Lawson   | Kawasaki |                       |                   |
| 1982  | Eddie Lawson   | Kawasaki |                       | Steve Wise        |
| 1983  | Wayne Rainey   | Kawasaki |                       | Doug Chandler     |
| 1984  | Fred Merkel    | Honda    |                       | Randy Renfrow     |
| 1985  | Fred Merkel    | Honda    |                       | Alan Labrosse     |
| 1986  | Fred Merkel    | Honda    |                       | Nigel Gale        |
| 1987  | Wayne Rainey   | Honda    | Suzuki                | Scott Cantrell    |
| 1988  | Bubba Shobert  | Honda    | Suzuki                | Scott Russell     |
| 1989  | Jamie James    | Honda    | Suzuki                | Marc Smith        |
| 1990  | Doug Chandler  | Kawasaki | Kawasaki              | Thomas Stevens    |
| 1991  | Thomas Stevens | Yamaha   | Honda                 | Mario Duhamel     |
| 1992  | Scott Russell  | Kawasaki | Kawasaki              | Michael Taylor    |
| 1993  | Doug Polen     | Ducati   | Ducati                | Takahiro Sohwa    |
| 1994  | Troy Corser    | Ducati   | Ducati                | Dan Turner        |
| 1995  | Miguel Duhamel | Honda    | Honda                 | Chris Carr        |
| 1996  | Doug Chandler  | Kawasaki | Honda                 | Thomas Wilson     |
| 1997  | Doug Chandler  | Kawasaki | Honda                 | Tommy Hayden      |
| 1998  | Ben Bostrom    | Honda    | Honda                 | Jamie Hacking     |
| 1999  | Mat Mladin     | Suzuki   | Ducati                | Gabriel Henning   |
| 2000  | Mat Mladin     | Suzuki   | Suzuki                | Randall Mennenga  |
| 2001  | Mat Mladin     | Suzuki   | Suzuki                | Mauro Cereda      |
| 2002  | Nicky Hayden   | Honda    | Honda                 | Brian Livengood   |
| 2003  | Mat Mladin     | Suzuki   | Suzuki                | Geoff May         |
| 2004  | Mat Mladin     | Suzuki   | Honda                 | Cory West         |
| 2005  | Mat Mladin     | Suzuki   | Suzuki                | Jason Perez       |
| 2006  | Ben Spies      | Suzuki   | Suzuki                | Roger Lee Hayden  |
| 2007  | Ben Spies      | Suzuki   | Suzuki                | Luca Scassa       |
| 2008  | Ben Spies      | Suzuki   | Suzuki                |                   |
| 2009  | Mat Mladin     | Suzuki   | Suzuki                |                   |
| 2010  | Josh Hayes     | Yamaha   | Suzuki                |                   |
| 2011  | Josh Hayes     | Yamaha   | Suzuki                |                   |
| 2012  | Josh Hayes     | Yamaha   |                       |                   |